# Torre de Sant Jordi (Barcelona)
La Torre de Sant Jordi és un edifici de Barcelona protegit com a Bé Cultural d'Interès Local.

## Descripció
La Torre Sant Jordi està ubicada a l'illa del districte de Gràcia, delimitada pels carrers de Sant Eudald, Balears, Rubens i l'avinguda de la Mare de Déu del Coll. És una casa unifamiliar modernista amb jardí. La finca disposa d'una única façana que afronta al carrer de Sant Eudald, on hi ha l'entrada al jardí. Des d'aquest espai, format per dues feixes arbrades connectades per escales, s'accedeix a l'habitatge.
La casa consta de planta baixa i pis. S'organitza a partir de dos cossos quadrats de tres plantes, units per un altre de només dues plantes que els abraça pel darrere. En aquest últim cos es produeix l'entrada a la zona de vestíbul des d'on s'inicia l'escala que comunica amb la resta de plantes. El cos cilíndric de l'escala està afegit a la façana principal i sobresurt per sobre de tots tres cossos coma element visual de referència. Aquest està coronat per una torre mirador profusament decorada.
La façana té una composició d'obertures lliure, destacant l'obertura amb arc de mig punt dividida en tres finestres que reflecteix la curvatura de la coberta. Les altres obertures importants estan a la cantonada sud on formalitzen una galeria. El cos de la dreta es diferencia de l'oposat per disposar d'unes volutes postisses just a sota de la cornisa,que emfatitzen les línies ondulades de la coberta.
El parament de la façana està fet amb estucat de color rosat amb profusió d'esgrafiats blancs a les parts altes. Aquests tenen motius florals amb la presència de la rosa com a tema predominant. A la torre de l'escala aquests esgrafiats estan acompanyats d'unes roses realitzades en ceràmica vermella que esquitxen aquest parament.
La coberta del cos d'unió és plana amb terrat. La teulada dels dos cossos alts disposa d'una solució força innovadora; biguetes metàl·liques i doblat de rajola fina amb coberta de trencadís de ceràmica. El perímetre de les cobertes se soluciona amb unes motllures de ceràmica que inclou roses de ceràmica.
Són ressenyables les decoracions de ceràmica, especialment en el mirador de la caixa d'escala. En aquest element de remat trobem un reguitzell de recursos artesanals per treballar la ceràmica que combina textures, colors i formes ondulades. És destacable el fet que el propi material de revestiment del mirador també és de ceràmica. La cúpula és de mosaic ceràmic.
L'edifici es considera modernista per l'estil de les decoracions, el domini de materials com la ceràmica i esgrafiats, i per l'aplicació de solucions constructives innovadores.
El jardí en feixes salva el desnivell de la parcel·la cap al carrer, encara manté alguns dels arbres i elements arquitectònics originals.

## Història
Cal puntualitzar que l'arquitecte va desenvolupar ell mateix diverses solucions similars a les utilitzades en aquesta construcció fins i tot va patentar una solució de forjats.